# Isla Jurong
La Isla Jurong (en inglés: Jurong Island; en chino: 裕廊岛; en malayo: Pulau Jurong, en tamil: ஜூராங் தீவு) es una isla artificial situada al suroeste de la isla principal de Singapur, fuera de la zona industrial de Jurong. Se formó con la fusión de varias islas, sobre todo las siete principales islas conocidas como Pulau Ayer Chawan, Pulau Ayer Merbau, Merlimau Pulau, Pulau Pesek, Pulau Pesek Kecil, Sakra Pulau y Seraya Pulau. Esto se hizo a través de las tierras ganadas al mar. La obtención de tierras en la isla Jurong se completó el 24 de septiembre de 2009, 20 años antes de lo programado. La Isla Jurong tiene una superficie de alrededor de 32 km² (12 millas cuadradas) partiendo desde un área inicial de menos de 9,91 km² (4 millas cuadradas).

## Historia
Las islas de Pulau Ayer Chawan, Pulau Ayer Merbau, Merlimau Pulau y Seraya Pulau se utilizaron como el hogar de las comunidades pesqueras que comprendían pequeños pueblos hasta la década de 1960. Los aldeanos vivían en palafitos de madera de estilo malayo en las islas bordeadas de palmeras. Entre finales de los años 1960 y principios del decenio de 1970, tres grandes compañías de petróleo albergaron sus instalaciones en ellas, en Pulau Ayer Chawan se estableció la Esso, en Merlimau Pulau la Singapur Refinery Company y en Pulau Pesek la Mobil Oil.
El Gobierno de Singapur a continuación, aprovechó la oportunidad para hacer crecer la industria petroquímica como una opción para impulsar de manera significativa el crecimiento económico. Esto fue realizado con éxito partiendo de la industria petrolera en la década de 1970.
En la década de 1980, tras años de rápida industrialización, el suelo industrial crecía lentamente en Singapur. La idea de unir las islas del sur de Jurong para formar una isla colosal para crear más tierra industrial fue concebida en esos años.
En 1991, la JTC Corporation (antes Jurong Town Corporation) fue designada como la encargada del proyecto de la Isla Jurong. JTC planificó y coordinó con diversos organismos gubernamentales para la provisión de la infraestructura y los servicios necesarios para la nueva isla artificial.
La ganancia de tierras físicas se inició en 1995, y la isla de Jurong fue inaugurada oficialmente el 14 de octubre de 2000 por el entonces primer ministro Goh Chok Tong. Desde los 9,91 km² originales de superficie terrestre de las siete islas, se pasó a partir de la finalización de la ganancia de tierras el 25 de septiembre de 2009 a un área total de tierra de 32 km² en una sola isla. Penta Ocean fue la constructora contratista principal y la recuperación se realizó 20 años antes de lo previsto.